# Otto Häberle
Otto Häberle (* 3. März 1895 in Holzleuten; † unbekannt) war ein deutscher Verwaltungsjurist.

## Leben
Häberle war der Sohn eines Landwirts und römisch-katholisch. Er studierte von 1915 bis 1922 in Tübingen und München katholische Theologie und  Rechtswissenschaften. Er war Mitglied der Theologengesellschaft Guelfia Tübingen sowie ab 1919 der katholischen Studentenverbindung AV Cheruskia Tübingen im CV. Er legte 1922 die erste und 1925 die zweite Staatsprüfung ab. 
1926 trat er in die württembergische Innenverwaltung ein und wurde beim Oberamt Ehingen tätig. Anschließend war er 1928 beim Oberamt Neckarsulm und wurde er 1928 Regierungsrat beim Oberamt Wangen unter Weiterverwendung in Neckarsulm. Danach war er 1929 kurzzeitig in der Ministerialabteilung für Bezirks- und Körperschaftsverwaltung. 1930 wurde er Regierungsrat beim Oberamt Tübingen. Er leitete als Oberamtsverweser die Oberämter Sulz (20. Oktober bis 22. Dezember 1933), Neresheim (15. Januar bis 15. Februar 1934) und Brackenheim (16. Februar 1934 bis 30. September 1938). Die vom Innenminister vorgeschlagene Ernennung zum Landrat scheiterte an Widerständen der NSDAP. Anschließend war er Regierungsrat beim Oberamt Heilbronn und ab Februar 1939 im Innenministerium. Von 1944 bis 1945 leistete er Kriegsverwaltungsdienst und von 1944 bis 1945 war er im Wirtschaftsministerium.
Von 1945 bis 1947 war er beim Landratsamt Schwäbisch Gmünd und danach beim Landesgewerbeamt Württemberg-Baden, bis er 1949 in das Innenministerium Württemberg-Baden wechselte. 1950 wurde er Oberregierungsrat beim Landratsamt Esslingen. Danach wechselte er 1952 ins Innenministerium und war später beim Regierungspräsidium Nordwürttemberg tätig. 1961 wurde er als Regierungsdirektor in den Ruhestand versetzt, wobei er bis 1963 seine bisherige Stelle als Angestellter ausübte.
Er war ab 1933 Mitglied der NSDAP.